# 长叶早熟禾
长叶早熟禾（学名：Poa longifolia）为禾本科早熟禾属下的一个种。